# Mountain Dew (film)
Mountain Dew er en amerikansk stumfilm fra 1917 af Thomas N. Heffron.

## Medvirkende
- Margery Wilson som Roxie Bradley
- Charles Gunn som J. Hamilton Vance
- Thomas Washington som Roosevelt Washington
- Al W. Filson som Squire Bradley
- Jack Richardson som Milt Sears